# 라스트 템테이션
《라스트 템테이션》(誘僧: Temptation Of A Monk)은 홍콩에서 제작된 나탁요 감독의 1993년 모험, 드라마, 멜로/로맨스, 액션 영화이다. 조앤 첸 등이 주연으로 출연하였고 테디 로빈 콴 등이 제작에 참여하였다. 이 영화는 중국에서 금지되었다.

## 출연

### 주연
- 조앤 첸
- 장펑이

### 조연
- 루옌
- 우싱궈
- 리밍양
- 테디 로빈 콴

## 기타
- 원작자: 이벽화
- 미술: 협금첨